# Selský salám
Selský salám je  salám, který patří do skupiny trvanlivých tepelně opracovaných masných výrobků. Vyrábí se z vepřového a hovězího masa a vepřového sádla, soli, koření a česneku.
Po zrušení závaznosti bývalých státních a podnikových norem počátkem 90. let 20. století došlo k prudkému snížení jeho kvality.
Přijetím vyhlášky 326 z roku 2001 došlo k zařazení Selského salámu opět do skupiny trvanlivých tepelně opracovaných masných výrobků. Další vyhláška č. 264/2003 Sb. přinesla nové požadavky, takže se od této doby nepřipouští použití vlákniny, masa strojně odděleného včetně drůbežího masa strojně odděleného a použití rostlinných a jiných živočišných bílkovin. 

Přesto se u některých výrobců setkáváme s používáním nedovolených náhražek (např. rostlinných bílkovin) nebo s nedodržením obsahu čisté svalové bílkoviny.